# Serie B 2022-2023 (hockey in-line)
La Serie B 2022-2023 è la 25ª edizione del campionato italiano di secondo livello di hockey in-line. Il torneo ha avuto inizio il 14 gennaio e si è concluso il 3 giugno 2023.
Il torneo è stato conquistato dal Fox Legnaro per la prima volta nella sua storia conseguendo la promozione in Serie A 2023-2024.

## Squadre partecipanti
- Castelli Romani
- CVS Civitavecchia
- Fox Legnaro
- Lepis Piacenza

- Libertas Forlì
- Mammuth Roma
- Raiders Montebelluna
- SPV Viareggio

## Stagione regolare

### Classifica finale
|  | Pos. | Squadra              | Pt | G  | V  | VR | PR | P  | GF  | GS  | DR  |
|  | ---- | -------------------- | -- | -- | -- | -- | -- | -- | --- | --- | --- |
|  | 1.   | Fox Legnaro          | 35 | 14 | 11 | 0  | 2  | 1  | 103 | 34  | +69 |
|  | 2.   | CVS Civitavecchia    | 33 | 14 | 11 | 0  | 0  | 3  | 70  | 44  | +26 |
|  | 3.   | SPV Viareggio        | 30 | 14 | 8  | 3  | 0  | 3  | 68  | 31  | +37 |
|  | 4.   | Libertas Forlì       | 27 | 14 | 8  | 1  | 1  | 4  | 67  | 40  | +27 |
|  | 5.   | Raiders Montebelluna | 21 | 14 | 7  | 0  | 0  | 7  | 65  | 53  | +12 |
|  | 6.   | Castelli Romani      | 13 | 14 | 4  | 0  | 1  | 9  | 48  | 93  | -45 |
|  | 7.   | Mammuth Roma         | 5  | 14 | 1  | 1  | 0  | 12 | 26  | 106 | -80 |
|  | 8.   | Lepis Piacenza       | 4  | 14 | 1  | 0  | 1  | 12 | 26  | 72  | -46 |

Legenda:
  Squadra ammessa ai play-off promozione.
      Promosso in Serie A 2023-2024.
      Retrocesse in Serie C 2023-2024.
Note:
Tre punti a vittoria, due per la vittoria ai tempi supplementari/tiri di rigore, uno per la sconfitta ai tempi supplementari/tiri di rigore, zero a sconfitta.
In caso di arrivo di due o più squadre a pari punti, la graduatoria finale è stilata secondo la classifica avulsa tra le squadre interessate che prevede, in ordine, i seguenti criteri:
- punti negli scontri diretti;
- differenza reti negli scontri diretti;
- differenza reti generale;
- reti realizzate in generale;
- sorteggio.

## Play-off promozione
|  | Quarti di finale | Quarti di finale     | Quarti di finale | Quarti di finale | Quarti di finale |  |  | Semifinali | Semifinali        | Semifinali        | Semifinali        | Semifinali        |   |   | Finale | Finale      | Finale      | Finale | Finale |  |
|  |                  |                      |                  |                  |                  |  |  |            |                   |                   |                   |                   |   |   |        |             |             |        |        |  |
|  |                  |                      |                  |                  |                  |  |  |            |                   |                   |                   |                   |   |   |        |             |             |        |        |  |
|  |                  |                      |                  |                  |                  |  |  | 1          | Fox Legnaro       | Fox Legnaro       | 5                 | n.d.              |   |   |        |             |             |        |        |  |
|  | 4                | Libertas Forlì       | 2                | 2                | 5                |  |  | 4          | Libertas Forlì    | Libertas Forlì    | 3                 | n.d.              |   |   |        |             |             |        |        |  |
|  | 5                | Raiders Montebelluna | 1                | 3                | 4                |  |  |            |                   |                   |                   |                   |   |   | 1      | Fox Legnaro | Fox Legnaro | 5      | 6      |  |
|  |                  |                      |                  |                  |                  |  |  |            |                   | 2                 | CVS Civitavecchia | CVS Civitavecchia | 4 | 1 |        |             |             |        |        |  |
|  |                  |                      |                  |                  |                  |  |  | 2          | CVS Civitavecchia | CVS Civitavecchia | 5                 | 5                 |   |   |        |             |             |        |        |  |
|  | 3                | SPV Viareggio        | SPV Viareggio    | 6                | 5                |  |  | 3          | SPV Viareggio     | SPV Viareggio     | 1                 | 1                 |   |   |        |             |             |        |        |  |
|  | 6                | Castelli Romani      | Castelli Romani  | 2                | 1                |  |  |            |                   |                   |                   |                   |   |   |        |             |             |        |        |  |

## Verdetti
| Verdetto              | Club           |
| --------------------- | -------------- |
| Promosse in Serie A   | Fox Legnaro    |
| Retrocesse in Serie C | Lepis Piacenza |